# Трестієнь (Вранча)
Трестієнь, Трестієні (рум. Trestieni) — село у повіті Вранча в Румунії. Входить до складу комуни Тимбоєшть.
Село розташоване на відстані 140 км на північний схід від Бухареста, 24 км на південний захід від Фокшан, 79 км на захід від Галаца, 110 км на схід від Брашова.

## Населення
За даними перепису населення 2002 року у селі проживали 209 осіб. Усі жителі села рідною мовою назвали румунську.
Національний склад населення села:
| Національність | Кількість осіб | Відсоток |
| -------------- | -------------- | -------- |
| румуни         | 198            | 94,7%    |
| цигани         | 11             | 5,3%     |